# Fuirena felicis
Fuirena felicis là loài thực vật có hoa trong họ Cói. Loài này được S.S.Hooper mô tả khoa học đầu tiên năm 1977.